# Reserva índia Poarch Creek
La reserva índia Poarch Creek és una reserva índia dels amerindis creek a l'estat d'Alabama. És la llar de la Banda Poarch d'indis creek, l'única tribu reconeguda federalment a l'estat d'Alabama.
Las reserva és situada a 13 km al nord-oest d'Atmore. Dels 2.340 membres de la Banda Poarch un miler vivien a la reserva de 230 acres (0,93 kilòmetres quadrats) en 2006. La Banda Poarch Band també posseeix altres terres en fideïcomís a Alabama i Florida.

## Història
Malgrat la deportació forçada dels creeks de Geòrgia i Alabama en 1836, alguns creeks al districte de Tensaw d'Alabama mantingueren una comunitat distinta al voltant de la petita ciutat de Poarch, amb escoles segregades establerts en 1908. El govern federal va dur a terme una extensió de terra a Poarch en fideïcomís per als amerindis fins a 1924. En la dècada de 1940 la comunitat començà a organitzar-se políticament pel seu propi interès, i de 1950 a 1970 el líder tribal Calvin McGhee va encapçalar una campanya per al reconeixement de les reivindicacions de terres creek en els estats del sud-est. La Banda Poarch va recaptar fons en gran manera a través d'una celebració anual del pow wow el Dia d'Acció de Gràcies.
Establerta com a reserva federal el 1984, la Reserva Índia Poarch Creek es regeix per un consell tribal de nou membres i proporciona serveis de policia, bombers, judicial, i serveis socials. Un "bingo palace" és propietat total del govern tribal des de 1990, juntament amb algunes petites plantes industrials, un restaurant i un motel que atenen els turistes.